# Starzinger

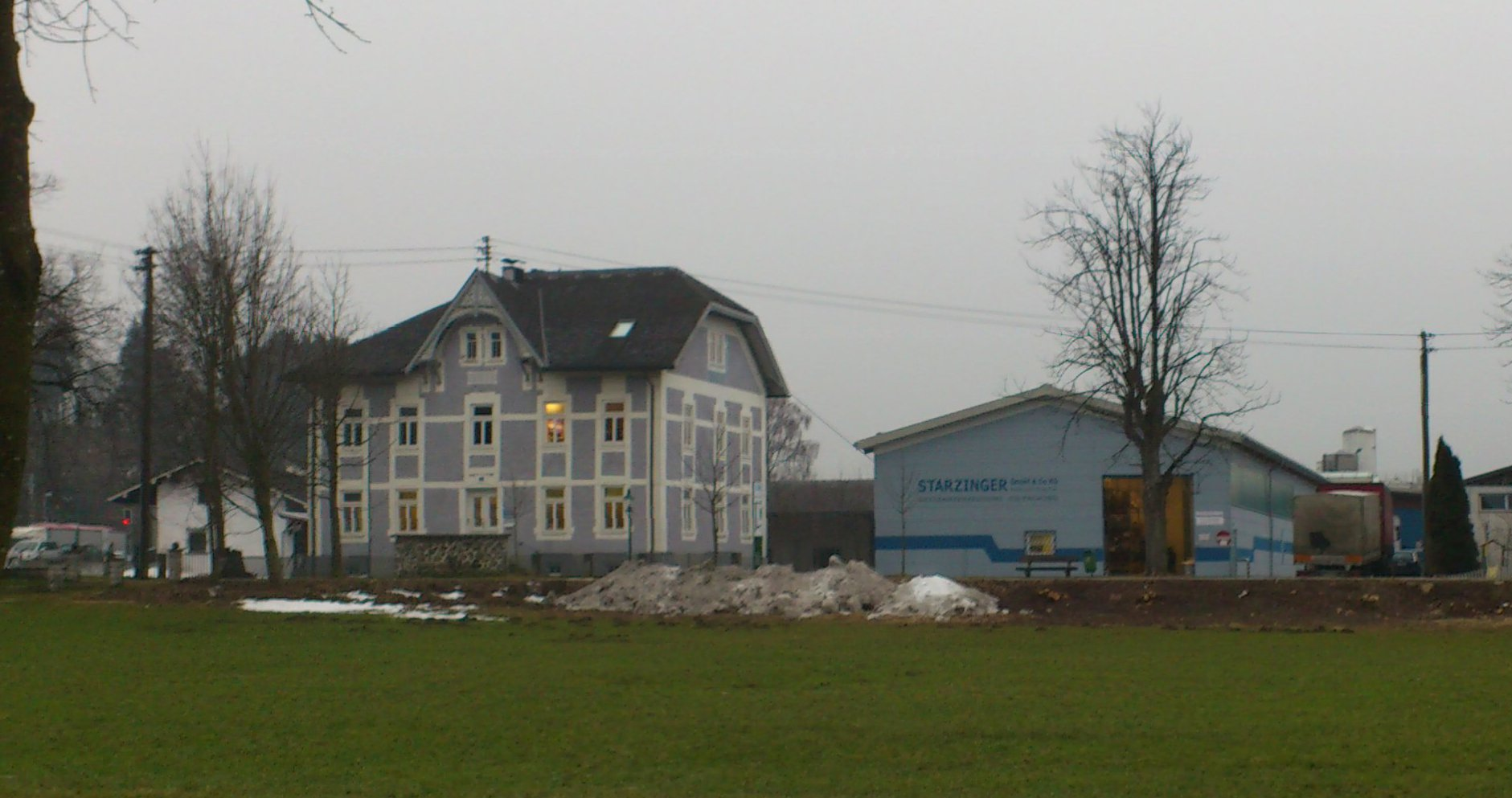
Unternehmenssitz in Frankenmarkt

Verwaltungsgebäude in Frankenmarkt

Die Starzinger GmbH & Co KG ist ein österreichisches Getränkeabfüllunternehmen aus Frankenmarkt. Neben der Limonade Schartner Bombe vertreibt Starzinger u. a. auch die Mineralwassermarken Frankenmarkter und Juvina. An den sechs österreichischen Standorten werden jährlich mehr als 300 Millionen Dosen und 150 Millionen Flaschen abgefüllt.

## Geschichte
1906 begann der Wirt Josef Starzinger neben der seinerzeit üblichen eigenen Produktion auch Getränke abzufüllen, so Limonaden und Sodawasser. Sein Sohn August Starzinger (* 1912) führte das Unternehmen weiter. 1977 übernahm August Starzinger jun. (* 1943) den Betrieb. In dieser Zeit wuchs das Unternehmen durch den Zukauf von Nachbargrundstücken zu seiner heutigen Größe heran. 1985 kaufte die Firma die Frankenmarkter Privatbrauerei Bräu am Berg und führt diese in ihrer ursprünglichen Form als kleines Traditionsunternehmen weiter. 1989 erwarb sie die Mineralwassermarken Juvina und Long Life. Im selben Jahr wurden auch moderne Abfüllanlagen für Kunststoffflaschen und Aluminiumdosen errichtet. Der ungarische Mineralwasserbetrieb in Bük wurde 1990 gekauft, und in Budapest eine Exportzentrale in weitere Ostländer eingerichtet. 1991 wurde im Zuge der Exportbemühungen die oberösterreichische Brauerei in Aspach erworben, um den Export von Bier zu steigern. Die österreichische Kultmarke Schartner Bombe – die „Limonade“ der Wirtschaftswunderzeit schlechthin – wurde 1995 übernommen, mit dem Ziel wieder an alte Glanzzeiten der Marke anzuknüpfen. Im Zuge von Qualitätsverbesserungsmaßnahmen wurde die Produktion der Schartner Bombe im Jahr 2000 nach Frankenmarkt verlegt, und 2003 erweitert. Die Produktion von Juvina wurde 2005 vom ungarischen Werk ins nahe burgenländische Deutschkreutz verlegt.
1998 wurde eine unternehmenseigene Werbeagentur gegründet, die sich um den Bereich Produktentwicklung, Gestaltung und Marketing der Eigen- und Fremdmarken kümmert. 2010 übergab der bisherige Geschäftsführer August Starzinger 75 % des Unternehmens und damit die Führung der Getränkegruppe an seine Tochter Ludmilla Starzinger. Das ungarische Unternehmen Bomba! Energy Drink Kft. mit Sitz in Budapest wurde im selben Jahr von Sohn Markus Starzinger, der die Budapester Zentrale geleitet hatte, zu 100 % übernommen.
2015 wurde in Frankenmarkt in neue Lagerflächen mit 12.000 Quadratmeter investiert. Auch in Deutschkreutz wird in Labor und Zertifizierungen investiert.
Heute ist Starzinger der drittgrößte Produzent von alkoholfreien Getränken in Österreich und auch im internationalen Markt tätig.

## Produkte
- Schartner Bombe: Eine österreichische Limonade, erhältlich in verschiedenen Geschmacksrichtungen
- Frankenmarkter Mineralwasser: ein nitritarmes Mineralwasser aus dem oberösterreichischen Frankenmarkt
- Frankenmarkter Vitamin: ein Mineralwasser mit Vitaminen und Geschmack in diversen Sorten
- Juvina[7][8]: Ein Mineralwasser aus den Deutschkreutzer Quellen im Burgenland
- Liquid Death: In Amerika vertriebene Mineralwassermarke im typischen 0,5 Liter Aluminiumgebinde mit Lifestyle-Marketing (bis 2023)[9]
- Long Life: Ein magnesiumreiches Mineralwasser aus Bad Radkersburg in der Steiermark[10]
- Lebensquell: Mineralwasser aus Frankenmarkt
- Bräu am Berg: Ein helles Lagerbier
- Frankenmarkter Hefeweise: Weizenbier aus der Brauerei „Bräu am Berg“ im Ort Frankenmarkt in Oberösterreich
- Aspacher Urbräu: Lagerbier aus der Brauerei Aspach in Oberösterreich

## Zahlen und Fakten
- 230 Mitarbeiter
- 6 Standorte in Österreich
- Pro Stunde füllt Starzinger ca. 170.000 Einheiten ab
- über 600 Fremdmarken werden von Starzinger abgefüllt und weltweit vertrieben[11]
- 42 Millionen Euro Umsatz 2001[12] 45 Millionen (2007)[13]; 52 Mio. (2010)[14]
- Mehr als 40 % des Umsatzes durch die Lohnabfüllung von Fremdherstellern[14]